# El encuentro
El encuentro (de ontmoeting) is een livealbum van de Argentijn Dino Saluzzi. Saluzzi (1935) is een bespeler van de bandoneon; hij beperkt zich daarbij niet tot het standaard repertoire. Deze opname bevat een (gedeeltelijk) registratie dat Saluzzi gef met het Metropole Orkest onder leiding van Jules Buckley in het Muziekgebouw aan 't IJ op 13 februari 2009. Hij werkte daarbij opnieuw samen met celliste Anja Lechner. De muziek ligt op de grens van klassieke muziek en Argentijnse volksmuziek waarbij de bandoneon een belangrijke rol speelt. De muziek zit vol van muzikale wendingen van vrolijk naar droevig; hij schuwde het experiment en jazzinvloeden daarbij niet.

## Musici
- Dino Saluzzi – bandoneon
- Anja Lechner – cello
- Felix Saluzzi – tenorsaxofoon
- violen, altviolen, celli en contrabassen van het Metropool Orkest o.l.v. Jules Buckley

## Muziek
Allen door Saluzzi

| Nr. | Titel                                                             | Duur  |
| --- | ----------------------------------------------------------------- | ----- |
| 1.  | Vals de los dias (voor bandoneon, cello, strijkorkest)            | 15:29 |
| 2.  | Plegaria Andina (voor bandoneon, cello, saxofoon en strijkorkest) | 17:14 |
| 3.  | El encuentro (voor bandoneon, cello en strijkorkest)              | 21:44 |
| 4.  | Miserere (voor bandoneon en strijkorkest)                         | 14:31 |